# هیبرالئون
هیبرالئون (به اسپانیایی: Gibraleón) یک دهستان در اسپانیا است که در استان اوئلوا واقع شده‌است. هیبرالئون ۳۲۸ کیلومتر مربع مساحت و ۱۲٬۵۹۰ نفر جمعیت دارد و ۲۶ متر بالاتر از سطح دریا واقع شده‌است.